# Драфт WWE 2009 года

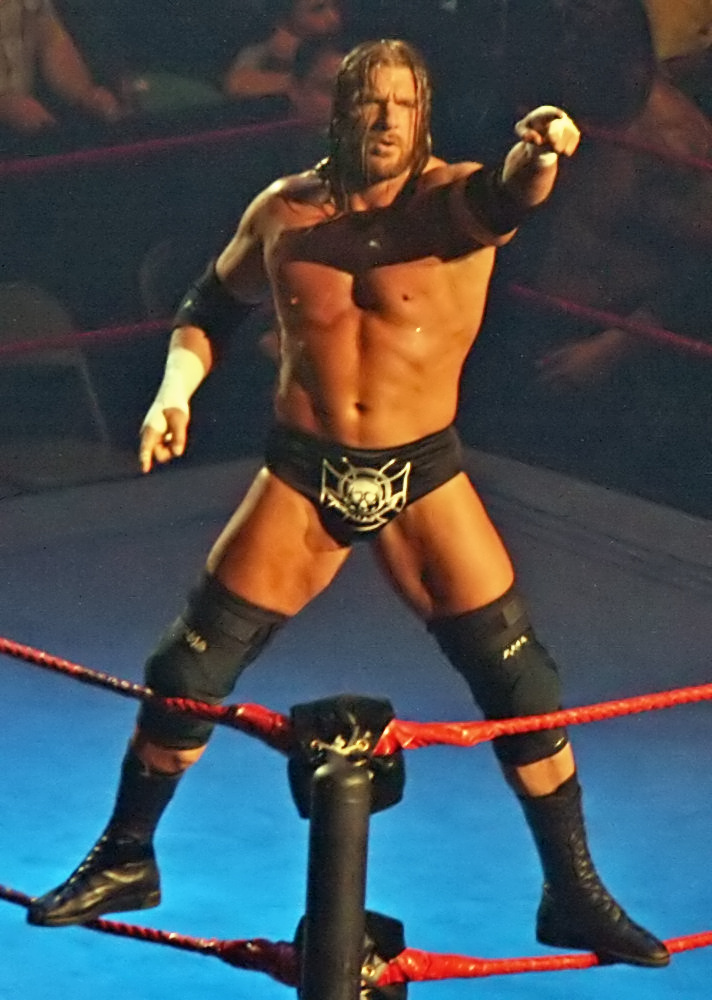
Игрок вернулся на Raw

Драфт WWE 2009 года (англ. 2009 World Wrestling Entertainment (WWE) Draft) — седьмой в истории драфт рестлеров крупнейшей в мире федерации — WWE. Драфт состоял из двух частей: телевизионная часть, показанная 13 апреля 2009 года на посвящённом драфту выпуске Raw, прошедшем в Атланте, и тёмной части, результаты которой были оглашены на последующих шоу.
Весь ростер федерации был разделён на два бренда (Raw и SmackDown!) 25 марта 2002 года, а 29 мая 2006 года был создан третий бренд — возрождённое ECW. Начиная с 2004 года ежегодно проводятся Драфты, во время которых некоторые рестлеры могут сменить бренд.

## Переходы

### Телевизионная Часть
Во время телевизионной части состоялось 10 боёв, в каждом из которых принимали участие рестлеры с разных брендов. Бренд, чей рестлер выигрывал бой, получал одного или двух бойцов с других брендов, выбранных случайным образом.

#### Матчи
| №  | Соперники                                                                          | Правила матча                                  | Победитель                          | Переход(ы)                                  |
| -- | ---------------------------------------------------------------------------------- | ---------------------------------------------- | ----------------------------------- | ------------------------------------------- |
| 1  | ECW: Эван Борн против Raw: Рея Мистерио                                            | Обычный матч за один переход                   | Raw Рей Мистерио                    | MVP (SD! > Raw)                             |
| 2  | SD!: Брайн Кендрик против Raw: Каина                                               | Обычный матч за один переход                   | Raw: Каин                           | Биг Шоу (SD! > Raw)                         |
| 3  | SD!: Марис, Мишель МакКул и Наталья против Raw: Келли Келли, Мелины и Микки Джеймс | Командный бой 3 на 3 за один переход           | SD!: Марис, Мишель МакКул и Наталья | Мелина (Raw > SD!)                          |
| 4  | Raw: Джон Сина против ECW: Джэка Сваггера                                          | Обычный матч за два перехода                   | Raw: Джон Сина                      | Мэтт Харди (SD! > Raw) и Игрок (SD! > Raw)  |
| 5  | SD!: Великий Кали против Raw: Сантино Мареллы                                      | Обычный матч за один переход                   | SD!: Великий Кали                   | Си Эм Панк (Raw > SD!)                      |
| 6  | Raw Кофи Кингстон против ECW: Миза                                                 | Обычный матч за один переход                   | Raw Кофи Кингстон                   | Миз (ECW > Raw)                             |
| 7  | Raw против SD! против ECW                                                          | 15 человек в Королевской Битве за два перехода | SD!: Эдж                            | Каин (Raw > SD!) и Крис Джерико (Raw > SD!) |
| 8  | ECW: Кристиан против SD!: Шелтона Бенджамина                                       | Обычный матч за один переход                   | ECW: Кристиан                       | Владимир Козлов (SD! > ECW)                 |
| 9  | SD!: Си Эм Панк против Raw: Мэтта Харди                                            | Обычный матч за один переход                   | Raw: Мэтт Харди                     | Марис (SD! > Raw)                           |
| 10 | ECW: Томми Дример против SD!: Криса Джерико                                        | Обычный матч за один переход                   | SD!: Крис Джерико                   | Рей Мистерио (Raw > SD!)                    |

### Тёмная Часть
| №  | Рестлер                | Бренды    |
| -- | ---------------------- | --------- |
| 1  | Мистер Кеннеди         | SD! > Raw |
| 2  | Шэд Гаспард            | Raw > SD! |
| 3  | Алисия Фокс            | ECW > SD! |
| 4  | Примо                  | SD! > Raw |
| 5  | Майк Нокс              | Raw > SD! |
| 6  | Иезекиил Джексон       | SD! > ECW |
| 7  | Никки Белла            | SD! > Raw |
| 8  | Кэндис Мишель          | Raw > SD! |
| 9  | Зак Райдер             | SD! > ECW |
| 10 | Чаво Герреро           | SD! > Raw |
| 11 | Рикки Ортис            | ECW > SD! |
| 12 | Лейла                  | Raw > SD! |
| 13 | Хорнсвоггл             | ECW > Raw |
| 14 | Девид Харт Смит        | SD! > ECW |
| 15 | Джон Моррисон          | ECW > SD! |
| 16 | Карлито                | SD! > Raw |
| 17 | Наталья                | SD! > ECW |
| 18 | Фестус                 | SD! > Raw |
| 19 | Джей Ти Джи            | Raw > SD! |
| 20 | Дольф Зигглер          | Raw > SD! |
| 21 | Брайн Кендрик          | SD! > Raw |
| 22 | Чарли Хаас             | Raw > SD! |
| 23 | Грегори Хелмс (Ураган) | SD! > ECW |
| 24 | Бри Белла              | SD! > Raw |